# Ide (Royaume-Uni)
Pour les articles homonymes, voir Ide.
Ide est un village et une paroisse civile du Devon, situé dans l'Angleterre du Sud-Ouest. 